# 戦争史大観
『戦争史大観』（せんそうしたいかん）とは、1929年（昭和4年）に実施された石原莞爾による講話であり、また後に書籍としてまとめた作品である。

## 概要
石原は本書において戦争史の研究を通じて将来の戦争を考察している。
本書の構成は第1篇戦争史大観、第2篇戦争史大観の序説、第3篇戦争史大観の説明から成り立っている。石原は戦争が人類の文化発展と同調していると考えてその経過を戦争史の考察から明らかにしようとする。そこで分析枠組みとして決戦戦争と持久戦争の2つの戦争類型を使用している。
決戦戦争とは武力を第一に使用する戦争であり、外交や財政は二次的な要素に過ぎない。したがって戦略は政略に対して優越している。
反対に政略が戦略に優越する戦争の形態は持久戦争であり、この戦争においては武力行使は小規模なものとなる。この戦争の方式はデルブリュックの殲滅戦略と消耗戦略の分類を言い換えたものであり、このような用語法は満州事変の後に石原が確定した。
この決戦戦争と持久戦争の分析的枠組みを適用して戦争史を概観すれば、これはルネサンスにおける戦争は持久戦争、フランス革命における戦争は決戦戦争、そして第一次世界大戦と第二次世界大戦の戦争は持久戦争の傾向があると認めることができる。したがってこの戦争形態の交換を踏まえれば人類が最後に迎える最終戦争は決戦戦争であると考えられる。しかもその決戦戦争は極めて大規模な戦争となり、全国民が直接的に戦争に参加することになる。
このような戦争に備えるために石原は日本の国防に対して天皇を中心とした日本と中国、満州による共同防衛を提言している。

## 書誌情報
- 石原莞爾『戰爭史大觀』中央公論社、1941年7月25日。NDLJP:1461130。
- 全集刊行会 編『石原莞爾全集』 第1巻、石原莞爾全集刊行会、1976年。
- 玉井礼一郎 編『石原莞爾選集 3』たまいらぼ、1986年3月。
  - 玉井礼一郎 編『石原莞爾選集』たまいらぼ、1993年9月。ISBN 4-88636-063-7。 - 1985-1986年刊行の合本複製版（全10巻）。
- 石原莞爾『最終戦争論・戦争史大観』中央公論社〈中公文庫〉、1993年7月。ISBN 4-12-202017-4。
  - 石原莞爾『戦争史大観』佐高信 解説、中央公論新社〈中公文庫BIBLIO20世紀〉、2002年4月25日。ISBN 978-4-12-204013-7。
- 石原莞爾 著、中山隆志 編著・解題 編『戦略論大系 10 石原莞爾』芙蓉書房出版、2007年1月1日。ISBN 978-4-8295-0387-4。 - 「世界最終戦論」と「「世界最終戦論」に関する質疑回答」を収録。